# Kuhmatratze
Eine Kuhmatratze ist eine Unterlage für Kühe in Liegeboxenlaufställen. Sie dient einem erhöhten Komfort für die Tiere. Da die Kühe beim Einsatz der Matratze nicht direkt auf dem Beton liegen, werden Verletzungen oder insbesondere Abschürfungen vermieden. Außerdem dämmt diese Matratze wesentlich besser als Beton und trägt damit deutlich zum „Kuhkomfort“ bei, denn Kühe liegen am liebsten recht weich und kühl (im Sommer) oder weich und wärmegedämmt im Winter. 
Eine Kuhmatratze kann aus unterschiedlichen Materialien bestehen. Meist wird heute ein Kalk-Stroh-Gemisch verwendet in Tiefboxen, deren Oberkante eben mit dem Laufgang abschließt – allerdings mit einem um ± 20 cm erhöhten Querriegel, der Verschmutzungen verhindern und die Einstreu in der Box halten soll. Aufgebaut werden Tiefboxen meistens mit einem Gemisch aus Kalk, Wasser und Stroh. Dieses wird meist mit dem Futtermischwagen hergestellt. Alternativ zu dem genannten Gemisch wird auch Sägemehl, Strohmehl oder gehäckseltes Stroh verwendet.
Hochboxen haben eine um rund 20 cm gegenüber dem Laufgang erhöhte Oberfläche und sind dann meist mit einer Gummiauflage versehen, die bei dickerer Schichtung und/oder aufwändigem Aufbau ebenfalls als Matratze bezeichnet wird. „Wasserbetten“ mit einer Höhe von etwa 10 cm haben sich weniger bewährt, da sie zu schnell verschleißen.